# Alanizinos
Alanizinos (Alanizini) é uma tribo monogenérica de cerambicídeo, com distribuição restrita à Argentina.

## Gênero
- Alanizus Di Iorio, 2003